# Barcs
Barcs  este un oraș în districtul Barcs, județul Somogy, Ungaria, având o populație de 11.340 de locuitori (2011). 

## Demografie
Componența etnică a orașului Barcs
     Maghiari (86,21%)
     Romi (8,71%)
     Croați (2,6%)
     Germani (1,61%)
     Necunoscut (0,59%)
     Alții (0,28%)
Componența confesională a orașului Barcs
     Romano-catolici (51,19%)
     Fără religie (11,43%)
     Reformați (5,13%)
     Necunoscută (30,98%)
     Alte religii (1,96%)
Conform recensământului din 2011, orașul Barcs avea 11.340 de locuitori. Din punct de vedere etnic, majoritatea locuitorilor (86,21%) erau maghiari, existând și minorități de romi (8,71%), croați (2,6%) și germani (1,61%). Apartenența etnică nu este cunoscută în cazul a 0,59% din locuitori.  Din punct de vedere confesional, majoritatea locuitorilor (51,19%) erau romano-catolici, existând și minorități de persoane fără religie (11,43%) și reformați (5,13%). Pentru 30,98% din locuitori nu este cunoscută apartenența confesională.